# Regiunea de dezvoltare Nord-Vest
Nord-Vest este o regiune de dezvoltare a României, creată în anul 1998. Precum celelalte regiuni de dezvoltare, nu are puteri administrative, funcțiile sale principale fiind coordonarea proiectelor de dezvoltare regională și absorbția fondurilor de la Uniunea Europeană.

## Județe
Regiunea de dezvoltare Nord-Vest include șase județe:
- Județul Bihor
- Județul Bistrița-Năsăud
- Județul Cluj
- Județul Maramureș
- Județul Satu Mare
- Județul Sălaj

Regiunea conține 35 de orașe (dintre care 15 sunt și municipii), și 386 de comune. Numărul total al localităților existente este de 1.908.

## Infrastructura
Regiunea este traversată de 6 drumuri europene – E60, E81, E79, E671, E58 si E576. În plus, Autostrada Transilvania este în construcție și va traversa județele Cluj, Sălaj și Bihor aflate în regiune. Regiunea are și o rețea feroviară dezvoltată, conectată la principalele localități. Va exista și un drum expres între Baia Mare și Satu Mare.
Există patru aeroporturi în regiune – Cluj-Napoca, Oradea, Satu Mare și Baia Mare. 

## Demografie
Regiunea Nord-Vestică are o populație totală de 2.740.064 de persoane. Densitatea populației este de 80,21/km², sub media națională de 91,3/km². 1.336.425 (48,77%) sunt bărbați, iar 1.403.639 (51,23%) sunt femei. Regiunea este una cu o diversitate mare etnică. Românii sunt majoritari cu 75% din populație, cea mai largă minoritate etnică fiind maghiarii cu puțin sub 20% din populație. Ei sunt urmați de romi, cu 3,5%.
Limba română este cea mai vorbită, fiind folosită de 76,6% dintre locuitorii regiunii. A doua limbă ca și importanță este maghiara, vorbită de 19,9% din populație. Există mai multe grupuri confesionale, cel mai larg fiind cel ortodox, 68,38% din populație, majoritatea români. Alte religii frecvente sunt cea reformată (12,70%), romano-catolică (6,86%) și greco-catolică (4.20%).

## Economie

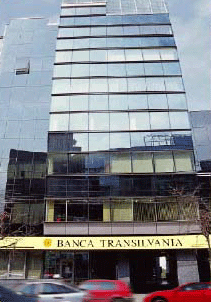
Banca Transilvania, unul dintre principalele grupuri financiare din România, are sediul central la Cluj-Napoca.

Economia regiunii de dezvoltare din Nord-Vest este bazată în principal pe agricultură (46% din populație au agricultura drept principala ocupație), cu industria grea și ușoară dezvoltată mai ales în principalele centre regionale industriale din Cluj-Napoca, Oradea, Baia Mare și Satu Mare. 
Există mai multe centre de minerit în județul Maramureș și în Munții Apuseni. Multe dintre mine au fost parțial închise, ducând la o creștere a șomajului local, dar cu toate acestea șomajul în regiunea de Nord-Vest este de aproximativ 4%, sub media națională de 5,5% a României. Unele zone miniere au fost declarate zone defavorizate, acordându-se facilități investitorilor care doresc să dezvolte afaceri în zonă.